# Santinezia duranti
Santinezia duranti is een hooiwagen uit de familie Cranaidae.